# 丁俊晖
丁俊晖（1987年4月1日—），中国江苏宜兴人，職業斯诺克運動員，斯諾克史上的最成功亞洲選手，生涯贏得15項排名賽冠軍。2014年12月，曾一度成為世界排名第一。截至2025年世界司諾克錦標賽，他的世界排名為第6位。
2014年第一次升至世界排名第一，也是史上唯一亞洲球手有此成就。他的排名賽中包括斯諾克三大賽的四座獎盃。分別為2005、2009和2019年三獲英國錦標賽冠軍和在2011年獲得一次溫布利大師賽冠軍，亦曾在2016年打入斯诺克世界锦标赛決賽，成為首位亞洲球手晉級至斯諾克最高榮譽賽事的決賽，惜以14-18敗於馬克·塞爾比獲該年度亞軍。
他以细腻的白球走位與極致的防守見稱，職業賽上七度單杆擊出147分滿分，超過500次單杆過百。丁是中國著名畫師丁天缺的侄孙。他亦畢業於中國頂尖學府上海交通大學。丁俊晖長居英格兰西约克郡谢菲尔德打球。
丁俊暉在15歲便贏得世界青少年斯諾克錦標賽，是賽事中最年輕的冠軍。2003年以16歲之齡轉打職業並在2005年贏得他首項排名賽中國公開賽冠軍，同年奪得英國錦標賽。他曾代表中國出戰亞運會，在3屆賽事中獲得5面金牌。2013/14賽季中單季奪得5項排名賽冠軍，與「斯諾克皇帝」史蒂芬·亨特利共同持有此紀錄。

## 早年生活
丁俊晖的父母曾是从事副食品生意的普通个体户，父亲丁文钧爱好台球。8岁时丁俊晖就开始接触台球，不过他真正走上斯诺克台球的道路缘于一次偶然经历。他在小学三年级暑假时，他父亲与一位当地的台球高手切磋球技。在其他人的怂恿下，丁俊晖在父亲上厕所的间隙替父亲打了几杆球，竟出人意料地替父亲战胜了对手。自此，丁父亲便开始有意识地培养儿子的台球兴趣。望子成龙的父亲为了保证丁俊晖的训练，甚至顶着家庭和社会的各种压力要求丁俊晖就读的学校东莞市莞城二中允许让丁俊晖只修语文和数学，半天学习，半天练球。另外还放弃原先的生意，自己开了一家球房。假期里，还送丁俊晖到斯诺克台球环境相对较好的上海接受系统的斯诺克专业训练。而凭着自己的努力和天赋，丁俊晖很快就在江苏省内崭露头角。
1998年底，家人为了丁俊晖的进一步发展，更是举家迁往广东东莞。小学毕业后，台球和学业之间，丁俊晖选择了完全放弃学业，为东莞的一家台球城打球。对台球的热情使得他常常是每天训练超过八个小时。同时那段时间也是丁家生活最为拮据的时期，父母甚至把老家宜兴的房子变卖。

## 职业生涯

### 初期
丁俊晖真正引起斯诺克台球界的注意是在2002年。在5月份举行的21岁以下亚洲青年锦标赛上，年仅15岁的丁俊晖成为最年轻的亚洲青年冠军，紧接着又获得了当年的亚洲锦标赛冠军。同年8月，在拉脱维亚首都里加举行的国际台球和斯诺克联合会21岁以下世界青年锦标赛上，又成为中国第一个台球世界冠军。而在10月的釜山亚运会上，又在斯诺克单打决赛中战胜泰国选手夺得金牌。
受非典的影响，2003年的亚洲锦标赛和青年锦标赛均取消了。不过丁俊晖再次闯入了21岁以下世界青年锦标赛的4强。 当年8月，他还曾两度战胜当时世界职业排名第一的马克·威廉姆斯（Mark Williams）。鉴于其出色表现，他被世界斯诺克协会（the World Snooker Association）特许参加职业巡回赛（awarded a Main Tour concession）并于当年9月正式成为职业斯诺克选手。
2003年初，丁俊晖开始到英国威林布勒（Wellingborough）的一家斯诺克俱乐部训练。平时与2002年世锦赛冠军彼得·艾伯顿（Peter Ebdon）等练球。艾伯顿对其在训练中表现出的技术和耐心赞誉有加。
2004年2月，持外卡参赛的丁俊晖在温布利大师赛上首轮即以6-3淘汰了当时世界排名第16位的喬·佩里（Joe Perry）。不过第二轮在5-2领先的情况下最后以5-6的微弱劣势输给了史蒂芬·李（Stephen Lee）。
而进入2005年，丁俊晖日渐成熟，比赛发挥更趋稳定。先是在温布利大师赛上更进一步打进八强。 4月，刚刚度过自己18岁生日的丁俊晖更是以一名持外卡（wild card）球员的身份在中国公开赛上一路击败彼得·艾伯顿、傅家俊、肯·达赫蒂和史蒂芬·亨得利等世界排名前16位的名将，夺得自己首个职业排名赛的冠军。特别是后两场比赛，先是6-0横扫达赫蒂进入决赛。决赛中，又是在1-4落后的情况下奋起直追，最终以9-5战胜了7次世界锦标赛冠军得主亨得利。 
2005年12月18日，在英国台球锦标赛决赛中，丁俊晖经过16局苦战击败英国老将斯蒂夫·戴维斯，成为该锦标赛27年来第一位来自英国、爱尔兰以外的冠军。丁俊晖最新的世界排名也因此一跃上升到了31位，创造了个人的历史新高。
2006年，他勇奪第3個積分賽冠軍 - 北愛爾蘭冠軍賽。
2006年12月，他经历了一天四场的魔鬼赛程，实现了多哈亚运会上夺取斯诺克团体、双打、个人三项冠军的“大满贯”。
2007年1月2日，他夺得2006年中国斯诺克全国锦标赛冠军。

### 2007年：温布利大师赛
2007年1月14日晚，2007年温布利大师赛拉开序幕，丁俊晖持外卡参赛，在揭幕战6比3击败对手汉密尔顿，顺利挺进大师赛16强。在第七局比赛中，丁俊晖打出了职业生涯正式比赛首个单杆147分，是温布利大师赛历史上第二次出现单杆满分的现象。这也是斯诺克有史以来出现的第55次单杆147满分，也是第三位单杆147满分的亚洲选手，之前两位是泰国选手詹姆斯-瓦塔纳和香港选手傅家俊。
赛后，路透社的标题则直接指出《丁俊晖成为最年轻的147创造者》。英国《泰晤士报》网站体育板块也用大篇幅对丁俊晖的惊人表现进行了赞扬，“丁俊晖的庆祝显得非常的简洁。首先是笑容慢慢在丁俊晖脸上蔓延，随后全场观众起立为丁俊晖鼓掌喝彩，但是仅仅在几秒钟之内，中国天才的脸就恢复到了通常那个冷漠的表情。”
而对手汉密尔顿则评价：“和他往常一样，（打出147）几分钟之后，我在洗手间再度见到丁俊晖，他看起来就像任何事情都没有发生一样。”
2007年1月21日，温布利大师赛决赛拉开战幕。丁俊晖对阵号称超级火箭的罗尼·奥沙利文。罗尼·奥沙利文发挥出色，但丁俊晖在第8局因未中一个粉球导致未能扳平总比分而显得很沮丧，又在场外粗鲁观众的一片嘘声中明显的乱了阵脚，甚至后来都止不住流下了流泪。虽然罗尼·奥沙利文试图安慰年轻的丁俊晖，最终丁俊晖仍以3比10不敌对手，获得亚军。

### 2007/08赛季
2007/08赛季丁俊晖没有突出亮点，各项排名赛事均没能进入8强。
2008年斯诺克世界锦标赛，丁俊晖和傅家俊上演了一场精彩的“中国德比”，也是世锦赛历史上首次有两名中国选手在正赛相遇，最终丁俊晖在决胜局战胜了傅家俊。 第二轮，丁俊晖与史蒂芬·亨得利相遇，第一场就以2：6大比分落后，最终以7：13败北，未能进入8强。

### 2009/10赛季
2009年12月14日，丁俊晖在英国台球锦标赛決賽中，以10比8战胜世界临时排名第一的希金斯，继2005年之后第二次在英锦赛封王，同時他的临时世界排名也飙升至第6位，而他在今次比賽之中亦連續殺敗世界排名頭5位的當中4人，分別有马奎尔（排名第2）、墨菲（排名第3）、希金斯（排名第4）及卡特（排名第5）。

### 2010/11赛季
丁俊晖决赛击败傅家俊首夺温布利大师赛冠军，同年世锦赛打入半决赛，最后以15-17的比分负于特鲁姆普。

### 2011/12赛季
2012年2月20日，斯诺克威尔士公开赛决赛上丁俊晖以9-6力擒排名世界第一的塞尔比，结束了长达26个月的排名赛冠军荒，夺得自己职业第五个排名赛冠军。

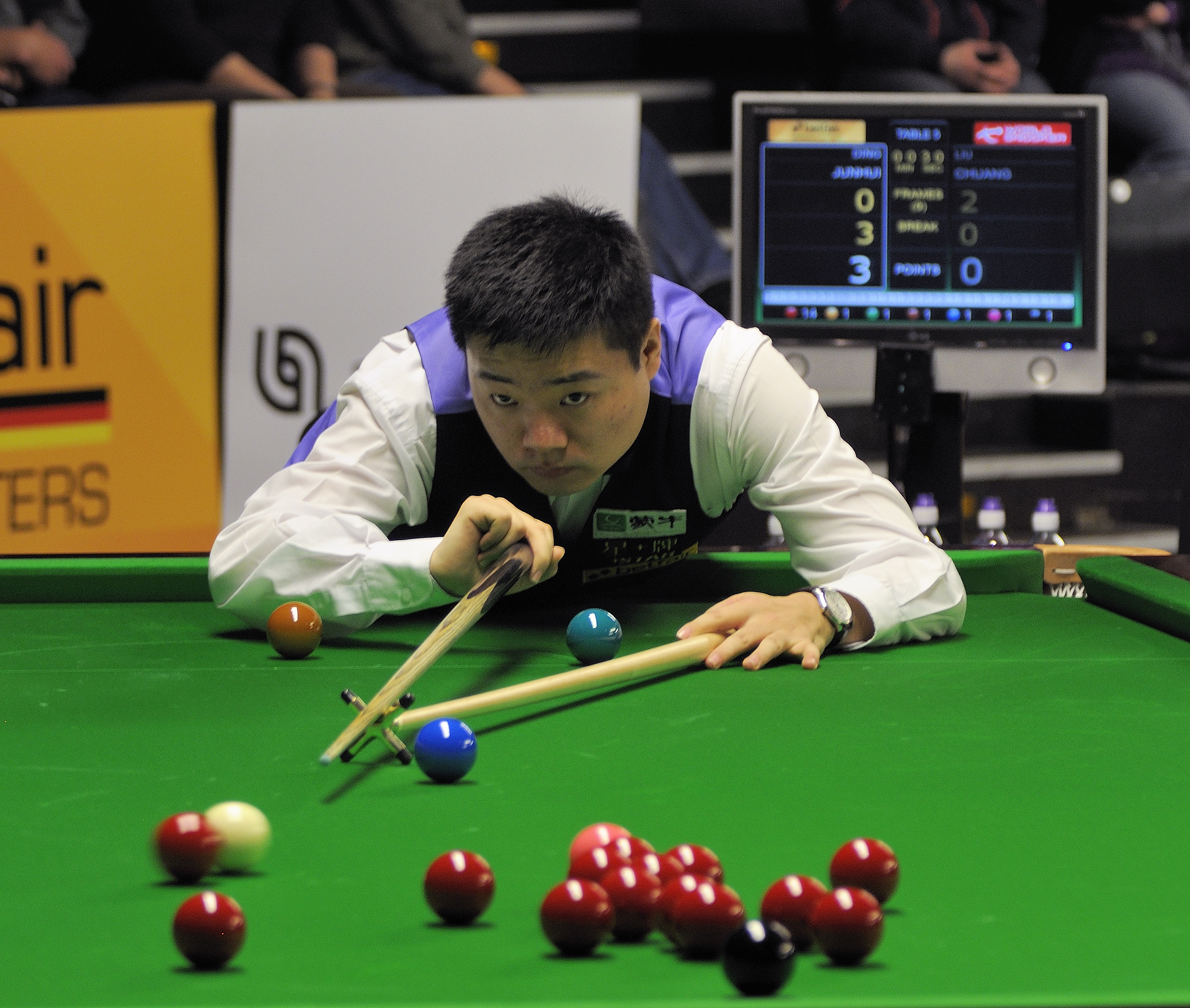

### 2012/13赛季
2013年3月18日，斯诺克PTC（斯诺克球员巡回赛）总决赛上，丁俊晖在0-3落后的不利局面下连胜4局成功逆转尼尔·罗伯逊，夺得个人第六座排名赛冠军。

### 2013/14赛季
- 2013年9月22日，斯诺克上海大师赛上，丁俊晖10-6战胜同胞肖国栋，夺得个人第七座排名赛冠军。
- 2013年10月18日，首届斯诺克印度公开赛决赛，丁俊晖5-0战胜东道主选手梅塔，获得个人第八个排名赛冠军。第一次“背靠背”获得连续两站比赛的胜利。
- 2013年11月4日，丁俊晖在斯诺克成都国际锦标赛决赛中10-9战胜傅家俊，实现大型排名赛三连冠。
- 2014年2月4日，丁俊晖在德国大师赛决赛中9-5战胜贾德·特鲁姆普，收获赛季第四冠和职业生涯第10冠。
- 2014年3月1日，斯诺克威尔士公开赛上，丁俊晖分别战胜了柯普、沃拉斯顿、唐纳德森和沃克尔，晋级四强。半决赛打败Joe Perry。决赛负于奥沙利文。
- 2014年中国公开赛，丁俊晖决赛战胜尼尔·罗伯逊，获得第11个排名赛头衔。
- 2014年世界斯诺克锦标赛，丁俊晖首轮9-10负于韦斯利。

### 2014/15赛季
- 赛季初，丁俊晖获得了APTC宜兴站的冠军。这使他早早获得了参加PCGF的资格，所以丁放弃了之后整个赛季的欧巡赛和亚巡赛。
- 上海大师赛打入4强。
- 丁俊晖没有打进成都国际锦标赛的正赛。并且先后在大师赛、英锦赛、德国公开赛、威尔士公开赛、印度公开赛、世界大奖赛和PCGF首轮出局。
- 2014年12月，丁俊晖成为世界排名第一。只维持了10天就被尼尔·罗伯逊代替。
- 2015年中国公开赛，丁俊晖先后战胜坎贝尔，马克·威廉姆斯，约翰·希金斯，在半决赛负于加里·威尔森。
- 2015年斯诺克世界锦标赛中，丁俊晖10-7战胜马克·戴维斯、13-9战胜约翰·希金斯、4-13负于TRUMP，止步8强。

### 2015/16赛季
2016年4月底，丁俊晖在世锦赛首场半决赛中以17:11击败苏格兰45岁老将麦克马努斯，成为首位打进斯诺克世锦赛决赛的亚洲球手。在决赛中以14-18负于马克·塞尔比居亚军，塞尔比继2014年后再次获得世锦赛冠军。

### 2016/17赛季
- 2016年9月，丁俊晖在决赛中以8-7险胜宾汉姆，首次获得斯诺克6红球世锦赛冠军。
- 2016年10月的斯诺克上海大师赛，丁俊晖发挥出色，决赛以10-6战胜马克-塞尔比夺取冠军，成为了上海大师赛十年来唯一一位获得了两次冠军的球员。这也是他时隔29个月再夺排名赛冠军。

### 2019/20賽季：第三座英锦赛冠军
- 2019年12月，相隔10年後再奪得斯诺克英国锦标赛冠軍。16強以6-4淘汰奧蘇利雲，並在決賽以10-6擊敗史蒂芬·馬奎爾。成為史上第5位奪得英錦賽3次或以上的球手，同時是他2017年後的首項排名賽冠軍。丁俊暉奪冠後世界排名升上第九位。
- 2020年8月桌球世界錦標賽，丁俊暉16強雖然在第三階段中打出2桿80+，但最終仍以10-13不敵「火箭」奧蘇利雲，無緣8強。

### 2021：跌出16名
- 2022年司諾克英國錦標賽前，丁俊晖的世界排名已经跌至第38位，必须赢下两场资格赛才能晋级正赛。然而，丁俊晖三年来首次闯入积分排名赛决赛，其中包括在四分之一决赛中以6-0击败世界排名第一的奥沙利文。但是在决赛中小丁上半场以6-1领先惨遭马克·艾伦7-10逆转输掉比赛，屈居亚军，他的世界排名从第38位上升到第19位。 [9]

### 2023年至今：状态回暖
尽管从2021世锦赛至今，丁俊晖已经连续四届世锦赛在首轮就被淘汰出局，但总体而言，自2023-24赛季开始，丁俊晖的状态有所恢复。该赛季，丁俊晖在英锦赛上再次进入决赛，在世界公开赛上也进入了决赛，但分别负于罗尼·奥沙利文和贾德·特鲁姆普；丁俊晖也在大师赛上再打出一杆147，个人的147数量来到了7杆，也独占了至今大师赛仅有的5杆147中的2杆。
2024-25赛季，前期丁俊晖状态持续低迷，连续多个排名赛第一轮即告出局。但在2024年斯诺克国际锦标赛上，他在家乡江苏省连胜侯赛因·瓦菲、世锦赛卫冕冠军凯伦·威尔逊等强手，最终在决赛10:7力克该赛季前半段状态上佳的克里斯·韦克林，夺得个人第15个排名赛冠军，也确保了2025年世锦赛仍会以世界排名前16的种子选手身份出战。

## 个人生活
丁俊晖现居住在英格兰谢菲尔德。尽管丁俊晖打球擅长进攻，在生活中却是个外刚内柔的人。他还爱好电子游戏和乒乓球，甚至还喜欢抱着布娃娃睡觉。丁俊暉得到世界桌球冠軍後，上海交通大學、復旦大學及西南交通大學三所高校分別主動邀請他唸大學。最終丁俊暉選擇上海交大，並獲取錄為經濟與管理學院工商管理類專業的學生。
丁俊暉於2014年結婚，太太為張元元，並於2018年诞下一女。
丁俊晖的母亲陈习娟于2017年1月因癌症去世。在前一年接受治疗的同时，陈仍带病陪伴儿子参加了当年的上海大师赛。

## 职业生涯主要榮譽
2002年
- 亚洲斯诺克台球錦標賽 冠軍
- 世界U-21斯诺克錦標賽 冠軍
- 釜山亞運會 斯诺克男子單打 冠軍

2005年
- 中国公开赛 冠軍（2004/2005年球季，勝蘇格蘭名將史蒂芬·亨得利9-5）
- 英國錦標賽 冠軍（2005/2006年球季，勝英格蘭名將斯蒂夫·戴维斯10-6）

2006年
- 北愛爾蘭冠軍賽（英语：Northern Ireland Trophy） 冠軍（2006/2007年球季，勝英格蘭名將罗尼·奥沙利文9-6）
- 多哈亞運會 斯诺克男子雙打/單打/團體 冠軍

2007年
- 2007年1月14日 温布利大师赛亚军，其间打出了职业生涯正式比赛首个单杆147分，成为斯诺克历史上在电视转播的情况下打出单杆满分的最年轻的球手。[13]

2009年
- 英國錦標賽 冠軍（2009年12月14日，丁俊晖在英国台球锦标赛决赛中10比8战胜希金斯，第二次在英锦赛封王，也是他的职业第四个排名赛冠军。）

2010年
- 廣州亞運會 斯诺克男子雙打 亞軍

2011年
- 温布利大师赛 冠军（2011年1月16日，勝傅家俊10-4） [14]
- 斯諾克世界盃 冠軍（和梁文博組中國隊）

2012年
- 威尔士公开赛 冠軍（2012年2月20日，斯诺克威尔士公开赛决赛上丁俊晖以9-6力擒排名世界第一的塞尔比，结束了长达26个月的排名赛冠军荒，夺得自己职业第五个排名赛冠军。）

2013年
- 2013年3月18日，斯诺克PTC(斯诺克球员巡回赛)总决赛上，丁俊晖在0-3落后的不利局面下连胜4局成功逆转尼尔.罗伯逊，夺得个人第六座排名赛冠军。
- 2013年9月22日，斯诺克上海大师赛上，丁俊晖10-6战胜同胞肖国栋，夺得个人第七座排名赛冠军。
- 2013年10月18日，首届斯诺克印度公开赛决赛，丁俊晖5-0战胜东道主选手梅塔，获得个人第八个排名赛冠军。第一次“背靠背”获得连续两站比赛的胜利。
- 2013年11月4日，丁俊晖在斯诺克成都国际锦标赛决赛中10-9战胜傅家俊，实现大型排名赛三连冠。

2014年
- 德國大師賽 冠軍。冠军头衔达到10个。
- 中国公开赛 冠軍（2014年4月6日，丁俊晖在斯诺克中国公开赛中10-5战胜卫冕冠军罗伯逊，获得个人第十一个排名赛冠军。成為繼亨德利之后史上第二人達成单赛季五冠。）

2016年
- 2016年世界斯诺克锦标赛 亞軍
- 2016年9月，6红球世锦赛 冠军
- 2016斯诺克上海大师赛 冠军

2017年
- 2017年玉山斯诺克世界公开赛 冠軍

2019年
- 2019斯诺克英锦赛冠軍

2024年
- 2024世界斯诺克国际锦标赛 冠军[15]